# Гонконгский университет Сюянь
Гонконгский университет Сюянь (香港樹仁大學, Hong Kong Shue Yan University, также известен как HKSYU или SYU) — частный университет, расположенный в Гонконге, в районе Бремар-Хилл. Основан в 1971 году членом Законодательного собрания и известным адвокатом Генри Ху как Гонконгский колледж Сюянь, в 2006 году преобразован в университет.

## История
Изначально жена Генри Ху, преподававшая в Гонконгском баптистском колледже, собиралась основать детский сад, но доктор Ху, богатый адвокат, купил трёхэтажный особняк в районе Хэппи-Вэлли под кампус колледжа. Правительство Гонконга заинтересовалось проектом и в 1978 году выделило колледжу участок земли в Бремар-Хилл. В сентябре 1985 года строительство основного корпуса было закончено, позже к нему были достроены ещё несколько корпусов кампуса.
В 2000 году Бюро образования Гонконга предоставило фонду 4,6 млн гонк. долл. для академической аккредитации. Колледж Сюянь стал первым частным высшим учебным заведением, которое получило право вручать своим студентам степень бакалавра. В декабре 2006 года колледж получил аккредитацию частного университета и соответственно поменял своё название.

## Кампус
Университетский кампус включает 11-этажный образовательный и административный комплекс, построенный в 1985 году (лекционные и церемониальные залы, компьютерные классы, спортивные залы, офисы и кафе), 19-этажный библиотечный комплекс, построенный в 1995 году (библиотека, автостоянка, конференц-зал и жилые помещения для преподавателей) и 29-этажный жилой комплекс, построенный в 2005 году (общежитие для студентов, бассейн, спортивный комплекс, конференц-зал и кафе).

## Структура
Имеется три факультета: коммерции (департаменты бухгалтерского учёта, менеджмента, экономики и законодательства), искусств (департаменты журналистики и коммуникаций, истории, китайского языка и литературы, английского языка и литературы) и общественных наук (департаменты психологии, социологии и социальной работы). 
Выпускники получают диплом бакалавра по следующим специальностям: журналистика и массовые коммуникации, китайский язык и литература, английский язык и литература, экономика и финансы, история, психология, социология, бухгалтерский учёт, юриспруденция, маркетинг, управление персоналом, корпоративное управление.

## Международные связи
Гонконгский университет Сюянь имеет партнёрские отношения с университетами Вуллонгонга, Лестера и Стерлинга (первые два года студенты обучаются в Гонконге, а следующие два года — в Великобритании или Австралии).      